# アイラ・サンキー

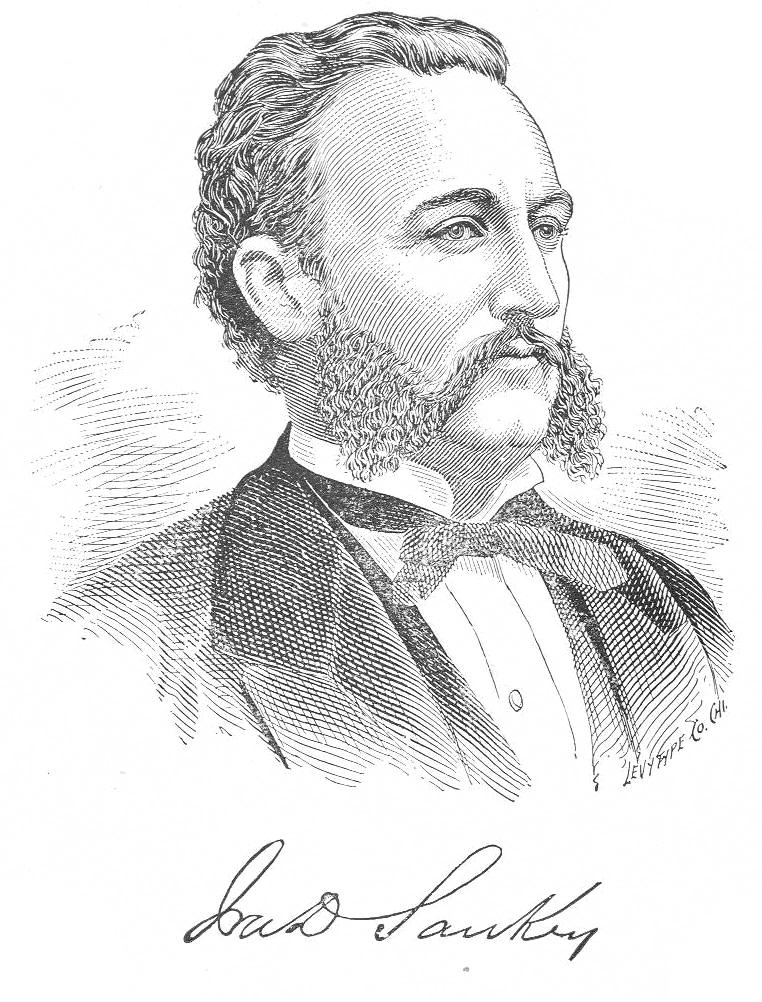
アイラ・サンキー

アイラ・D・サンキー（英語：Ira David Sankey、1840年8月28日 - 1908年）は、アメリカ合衆国のメソジストの信徒、ドワイト・ライマン・ムーディの伝道を助けた音楽伝道者、声楽家。

## 生涯
1840年、ペンシルベニア州エディンバーグに生まれる。ペンシルベニア州内の農場を転々とする。1857年に同州のニュー・キャッスルに移る。南北戦争では北軍の兵士として従軍する。戦後は、父の税務の仕事を手伝っていた。1870年、インディアナポリスのYMCAの集会でムーディがサンキーの歌を聴いて感動して協力を求め、6ヶ月後にムーディの伝道集会のソング・リーダーになった。それ以来、1899年のムーディの死去まで、28年間リバイバル運動に参加して、音楽伝道者として、伝道集会で独唱をしてムーディを助け、全米を巡回する。1903年に失明し、1908年にニューヨークのブルックリンで死去した。生涯に、多くの賛美歌を作曲した。その後の、賛美歌に大きな影響を与えて、福音唱歌（ゴスペルソング）の大流行のきっかけを作った。

## 著書
- Sacred Songs and Solos,1873
- Gospel Hymns（全6巻）,1875-1891
- Winnowed Songs,1890
- My Life and the Story of the Gospel Hymns,1906